# 松浦航大
松浦 航大（まつうら こうだい、1993年10月22日-）は、日本のものまねタレント、歌手、シンガーソングライター、YouTuberである。北海道札幌市出身。身長184cm、体重75kg。ビクターミュージックアーツ所属。公式ファンクラブは「Giraffic Park」。

## 人物
子どもの頃からとにかく歌うことが好きでヒマさえあれば歌っていたという。本格的に歌手を志したのは北海道札幌厚別高等学校在学時でボイトレに通ったり、カラオケで自己練習をするために週5日バイトをしていた。
高校卒業後に上京し音楽専門学校・ESPミュージカルアカデミー（現・専門学校ESPエンターテインメント東京）に入学。ミュージシャン科ヴォーカルコースで2年間学び、バンドやグループを組む。方向性があわず解散しても、1人で路上に出て歌い続けていた。
2017年に、音楽ユニットaoiroのメンバーとしての活動を開始。リードボーカルとコーラス、作詞作曲も担当するが、グループは2021年5月15日を最後に活動休止中である。
声真似やビートボックスを得意としており、自身のYouTubeチャンネルで他のアーティストの歌唱のモノマネ動画を公開し、2020年12月4日に放送された『ものまね王座決定戦』に初出場で初優勝を果たしている他、2022年12月13日放送の『ものまねグランプリ』や、2024年12月2日放送の『モノマネMONSTER』でも優勝している。歌唱力にも定評があり、テレビ東京系『THEカラオケ★バトル』では4度、優勝を果たしている。
中学時代の部活は野球部。高校でも1年間だけ野球部に所属していた。
2021年12月31日、日本武道館で開催された『ももいろ歌合戦』（BS日テレ・ニッポン放送・ABEMAなどが生中継）に初出場。
2022年9月25日放送の千鳥の鬼レンチャンで初出演ながら10レンチャンを達成したものの、先に男性初の10レンチャンを達成したほいけんたの後を追うような形となった。このことを千鳥の大悟に「ほい（けんた）の領域には、まだ早い」などといじられた上「ほいの屋号」を襲名するという意味で「ほい航大」という芸名が付けられ、以降「鬼レンチャン」には、この芸名で出演している。松浦はこの芸名を最初は嫌がっていたが、後にこの事実を受け入れて同番組にこの芸名で出演することを受け入れた。なお、松浦はこの芸名のルーツになったほいを「プロ意識のめちゃめちゃ高い方」「誠実だし、一生懸命な方」と大いに絶賛している。

## ディスコグラフィ

### 配信限定シングル
| #    | 発売日 | 発売日  | タイトル                                  | 規格                   | 作詞・作曲                                                |
| ---- | ------ | ------- | ----------------------------------------- | ---------------------- | --------------------------------------------------------- |
| 1st  | 2021年 | 6月23日 | オリジナリティ                            | デジタル・ダウンロード | 作詞・作曲：松浦航大                                      |
| 2nd  | 2021年 | 8月25日 | 七色                                      | デジタル・ダウンロード | 作詞・作曲：橋口洋平「wacci」                             |
| 3rd  | 2021年 | 10月6日 | アホウドリ                                | デジタル・ダウンロード | 作詞：松浦航大 作曲：松浦航大、右近輝明                   |
| 4th  | 2022年 | 3月2日  | カメレオンヒーロー (produced by 川崎鷹也) | デジタル・ダウンロード | 作詞・作曲：川崎鷹也                                      |
| 5th  | 2022年 | 9月28日 | カミカザリ                                | デジタル・ダウンロード | 作詞：松浦航大 作曲：松浦航大、細井涼介                   |
| 6th  | 2023年 | 4月19日 | すっぴんハート                            | デジタル・ダウンロード | 作詞：松浦航大 作曲：松浦航大、小川ハル                   |
| 7th  | 2023年 | 9月27日 | Mr.キャプテン                             | デジタル・ダウンロード | 作詞：松浦航大 作曲：松浦航大、小川ハル                   |
| 8th  | 2024年 | 2月14日 | カルナバル                                | デジタル・ダウンロード | 作詞：モリナオフミ 作曲：モリナオフミ、松浦航大、小川ハル |
| 9th  | 2024年 | 4月3日  | あみだくじ                                | デジタル・ダウンロード | 作詞：松浦航大 作曲：松浦航大、小川ハル                   |
| 10th | 2025年 | 2月12日 | 分かってんだ!                             | デジタル・ダウンロード | 作詞・作曲・編曲：meiyo                                   |
| 11th | 2025年 | 4月4日  | Follow Me                                 | デジタル・ダウンロード | 作詞・作曲：Kaz Kuwamura、細井涼介 編曲：細井涼介         |

### アルバム

#### フルアルバム
| #   | 発売日 | 発売日   | タイトル      | 収録曲 | 規格品番 |
| --- | ------ | -------- | ------------- | --- | -------- |
| 1st | 2023年 | 10月28日 | I am a Singer | 収録曲 1. Mr.キャプテン 2. すっぴんハート 3. アホウドリ 4. カミカザリ 5. カメレオンヒーロー (produced by 川崎鷹也) 6. 七色 7. ないものねだり 8. ブラックジャック 9. オリジナリティ 10. フィラメント feat.松尾優 | MATU-001 |

#### EP
| #   | 発売日 | 発売日   | タイトル         | 収録曲 |
| --- | ------ | -------- | ---------------- | --- |
| 1st | 2024年 | 10月28日 | 放課後プリンセス | 収録曲 1. 放課後プリンセス 2. 放課後プリンセス〜1コーラスver.〜 3. 放課後プリンセス〜素直になれないver.〜 4. 放課後プリンセス〜いつもと違うのver.〜 5. 放課後プリンセス〜ベースver.〜 |

## タイアップ
| 起用年 | 曲名       | タイアップ                                               |
| ------ | ---------- | -------------------------------------------------------- |
| 2022年 | 英雄のうた | TVアニメ「メガトン級ムサシ シーズン2」オープニングテーマ |

## ものまねレパートリー
松浦がテレビ番組、もしくは自身のYouTube動画で披露したことが一度でもあるレパートリーを下記に列挙する。（一部声真似ではなく、顔真似も含む）

### 歌手
- 秋川雅史
- アヴィーチー
- アヴちゃん
- ASKA
- atagi
- ATSUSHI
- 朝倉未来
- アイナ・ジ・エンド
- AKASAKI
- imase
- イマジン・ドラゴンズ
- V
- エミネム
- エド・シーラン
- LMFAO
- 江畑兵衞
- 大友康平
- オリバー・ツリー
- 大野雄大
- 大橋卓弥
- 岡野昭仁
- 尾崎世界観
- 尾崎豊
- 大森元貴
- 川崎鷹也
- 加山雄三
- 河村隆一
- 北川賢一
- キタニタツヤ
- きゃない
- 木山裕策
- 京本大我
- 桐谷健太
- 鬼龍院翔
- Creepy Nuts
- クリス・ハート
- GRe4N BOYZ
- コブクロ
- ゴスペラーズ
- 桜井和寿
- 佐藤弘道
- ザ・チェインスモーカーズ
- ザ・ウィークエンド
- ショーン・メンデス
- ジョン・メイヤー
- ジョシュ・グローバン
- ジェームス・イングラム
- JUNG KOOK
- 渋谷すばる
- 清水依与吏
- 白石涼
- ジェジュン
- C&K
- スリップノット
- スティーヴィー・ワンダー
- 鈴木雅之
- 須田景凪
- 武田鉄矢
- 田島貴男
- Tani Yuuki
- 玉置浩二
- Daichi
- チャーリー・プース
- Diggy-MO'
- D-LITE
- テディ・スウィムズ
- 堂本剛
- トーンズ・アンド・アイ
- 中島美嘉
- 長渕剛
- ニッケルバック
- hyde
- 橋口洋平
- はっとり
- 馬場俊英
- 速水けんたろう
- Vaundy
- HIPPY
- HIKAKIN
- 平井堅
- Fukase
- 布施明
- 福山雅治
- 藤井風
- 太志
- 星野源
- ほいけんた
- マイケル・ジャクソン
- マネスキン
- マルーン5
- MAN WITH A MISSION
- マキシマム・ザ・ホルモン
- 槇原敬之
- 松任谷由実
- 松山千春
- 三原健司
- meiyo
- 森内寛樹
- Мonta
- 山下達郎
- 山寺宏一
- 優里
- 米津玄師（ハチ）
- Rake
- ルイス・キャパルディ
- 和田アキ子

また、例えば平井堅と桜井和寿（Mr.Children）の歌い方の特徴を混ぜた「桜井堅」などという独自のレパートリーもある。

### その他の有名人
- ガミックス
- キム・スヒョン
- クロちゃん
- 指男

### アニメキャラクター
- 安西先生
- 鱗滝左近次
- エルモ
- オールマイト
- 大蛇丸
- くまのプーさん
- ジャイアン
- ジーニー
- 自来也
- ドラえもん
- ピカチュウ
- リヴァイ兵士長
- レックス

### その他
- DJ

## 出演

### テレビ
- ものまねグランプリ（日本テレビ）- '22 トーナメント優勝。
- ものまね王座決定戦（フジテレビ）- '20 優勝、'22 第3位、'23 準優勝
- ものまねランキング（2022年8月11日、テレビ東京）- 第7位。
- 千鳥の鬼レンチャン（フジテレビ）- 全曲モノマネで挑戦。ノーマルモードとメドレーモードで10連チャン達成。
- モノマネMONSTER（日本テレビ）- '24 優勝。